# August Egbert von Derschau
August Egbert von Derschau (* 25. August 1845 in Lüneburg; † 12. Juni 1883 in Dresden) war ein deutscher Jurist und Romanschriftsteller. Seine schriftstellerischen Werke veröffentlichte er unter dem Pseudonym Egbert Carlssen.

## Leben
August Egbert entstammte dem preußisch-kurländischem Adelsgeschlecht von Derschau und wurde als Sohn des hannoverschen Regierungsrats Carl Ernst Wilhelm von Derschau (1803–1856) in Lüneburg geboren. Nach dem Tod des Vaters besuchte er die Kreuzschule in Dresden und das Gymnasium Georgianum in Lingen. Von 1864 bis 1868 absolvierte er ein Studium der Rechtswissenschaften an der Universität Göttingen. Bereits in dieser Zeit beschäftigte er sich auch mit historischen Themen.
Nach dem Staatsexamen im Jahr 1868 trat er 1869 in den preußischen Justizdienst und wirkte als Referendar an den Amtsgerichten Verden und Goslar sowie an den Obergerichten in Göttingen und Lüneburg. Im Jahr 1871 heiratete er Julie Zachariä, eine Tochter des Göttinger Staatsrechtslehrers und Politikers Heinrich Albert Zachariä (1806–1875). Bereits nach kurzer Tätigkeit als Jurist, schied er 1872 aus gesundheitlichen Gründen aus dem Staatsdienst aus. In der Folgezeit beschäftigte er sich ausschließlich mit historischen Studien und schriftstellerischen Arbeiten.
Derschau lebte zunächst in Ulm und ab 1874 in Cannstatt bei Stuttgart, bevor er im Jahr 1882 nach Dresden zog, wo er bereits im folgenden Jahr im Alter von 37 Jahren starb.
Sein bekanntestes schriftstellerisches Werk wurde der historische Roman Ein Stadtjunker in Braunschweig (Halle 1882), der Ende des 19. Jahrhunderts als „Kabinetstück romantischer Dichtung gefeiert“ wurde (Fabricius) und mehrere Folgeauflagen erreichte.

## Werke
- Sir John Fenwick. Historische Erzählung. In: Deutsche Roman-Zeitung. 11. Jg., Band 2. Otto Janke, Berlin 1874, OCLC 162661994 S. 349 ff. (314 S.; Scan in der Google-Buchsuche; in Fortsetzungen).
- Die Töchter von Wiedenau. Roman. (= Reclams Universal-Bibliothek. Band 1189). Philipp Reclam jun., Leipzig 1879, OCLC 948850151.
- Aus den Lehrjahren eines Strebers. Roman (= Reclams Universal-Bibliothek. Band 1486/1487). Philipp Reclam jun., Leipzig [1881], OCLC 948850136.
- Erzählungen von Egbert Carlssen. [Drei Bände] Verlag der Buchhandlung des Waisenhauses, Halle a. S.:
  - Band I.: Ein Stadtjunker in Braunschweig. Erzählung aus dem 14. Jahrhundert. 1882 (244 S.; historischer Roman; Digitalisat im Projekt Gutenberg-DE; Scan in der Google-Buchsuche).
  - Band II.: Degen und Palette. Roman aus Bayern’s Vergangenheit. 1883, OCLC 257199959 (355 S.).
  - Band III.: Der Edelmarder. Roman aus der Gegenwart [postum; Geschichte eines adligen Hochstaplers]. Der Doktor aus Batavia. Eine Amsterdamer Geschichte aus der 2. Hälfte des 17. Jahrhunderts.[4] [postum; Erzählung]. 1884, OCLC 257199967 (449 S.; im Vorwort ein Nekrolog von Armin Stein)[2][5]
    - Der Edelmarder auch in der Bibliothek der Unterhaltung und des Wissens. Mit Original-Beiträgen der hervorragendsten Schriftsteller und Gelehrten. Hermann Schönlein, Stuttgart 1881, Band 2, S. 5–88 (Scan eines Teils des Fortsetzungsromans – Internet Archive).